# Bahnstrecke Praha-Braník–Praha-Podolí cementárna
| |                      |                         |                         |
| Streckenlänge: | 3,7 km               |                         |                         |
| Spurweite: | 1435 mm (Normalspur) |                         |                         |
| |                      |                         |                         |
| \| \| \| von Praha-Modřany \| \| \| \| 0,0 \| Praha-Braník \| Praha-Braník \| \| \| \| nach Praha-Vršovice \| \| \| \| \| Praha-Braník přístav \| \| \| \| 3,7 \| Praha-Podolí cementárna \| Praha-Podolí cementárna \| |                      |                         |                         |
| Strecke |                      | von Praha-Modřany       | von Praha-Modřany       |
| Bahnhof | 0,0                  | Praha-Braník            | Praha-Braník            |
| Abzweig ehemals geradeaus und nach rechts |                      | nach Praha-Vršovice     | nach Praha-Vršovice     |
| Haltepunkt / Haltestelle (Strecke außer Betrieb) |                      | Praha-Braník přístav    | Praha-Braník přístav    |
| Kopfbahnhof Streckenende (Strecke außer Betrieb) | 3,7                  | Praha-Podolí cementárna | Praha-Podolí cementárna |

Die Bahnstrecke Praha-Braník–Praha-Podolí cementárna war eine Eisenbahnverbindung im heutigen Tschechien. Sie verlief im Prager Stadtgebiet entlang der Moldau von Braník bis zur Zementfabrik in Podolí (Podol). Nach dem ersten Verkehrsminister der Ersten Republik Izidor Zahradník wurde sie im Volksmund „Izidorka“ genannt.

## Geschichte
Die Strecke wurde 1898 als Anschlussbahn („Schleppbahn“) der Zementfabrik in Podol in Betrieb genommen. Sie verband insbesondere auch die Kalkbrüche in Braník mit der Zementfabrik und ersetzte für den innerbetrieblichen Transport eine Feldbahn.

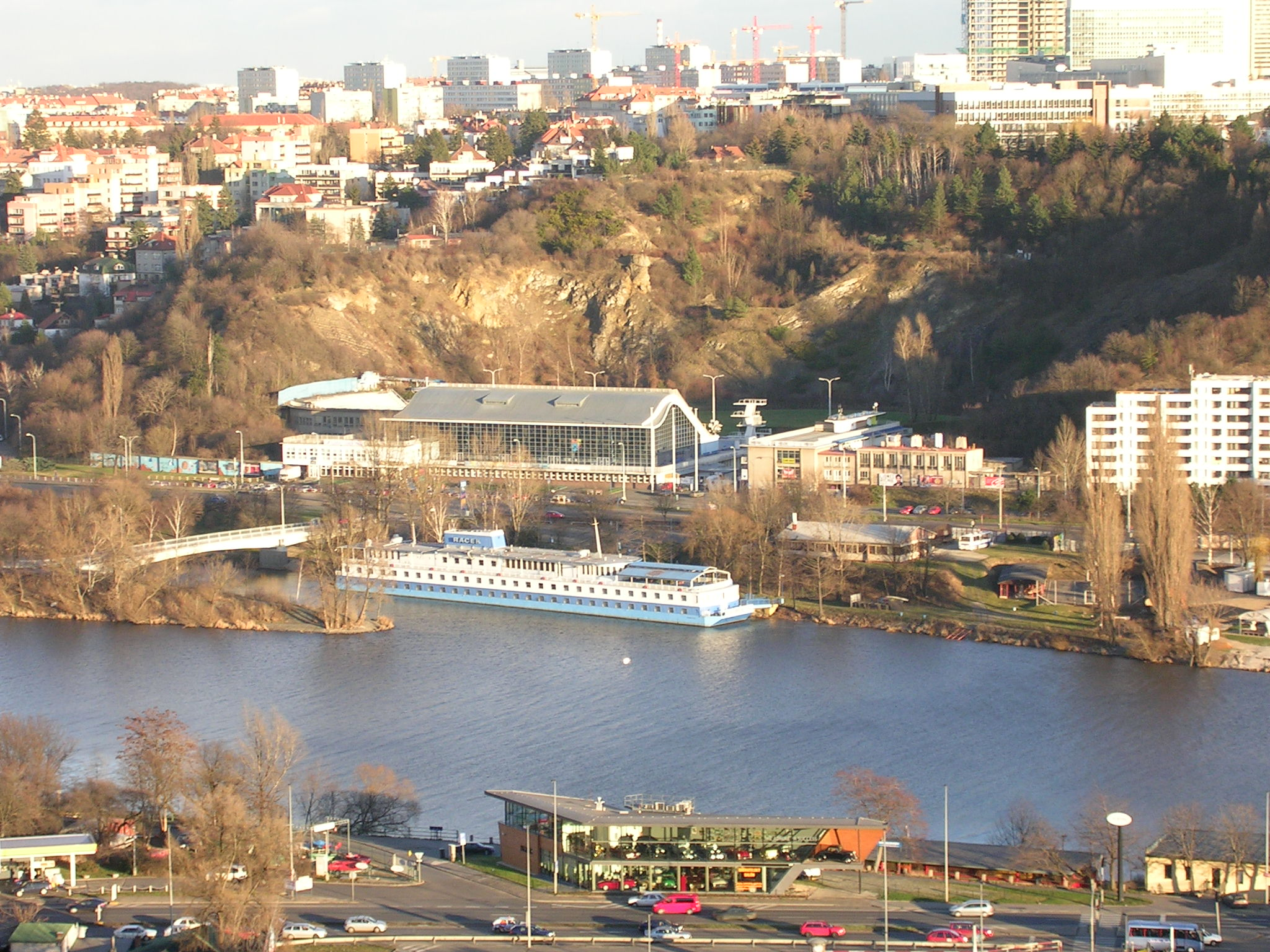
Die Schwimmhalle in Podolí befindet sich an Stelle der ehemaligen Zementfabrik, dahinter der Kalkbruch

Nach dem Ersten Weltkrieg verkehrten auf der Industriebahn auch Reisezüge. Die  Tschechoslowakischen Staatsbahnen (ČSD) richteten 
die Haltepunkte Praha-Braník přístav und Praha-Podolí cementárna ein und führten in den Sommermonaten der Jahre 1919 bis 1922 einen Ausflugsverkehr durch. In Praha-Braník bestand Anschluss an die Züge der Strecke Prag–Čerčany („Posázavský pacifik“). Mit der Inbetriebnahme der Straßenbahnstrecke bis zum Bahnhof Braník im Jahr 1922 endete dieser Reiseverkehr wieder.
Mit der Stilllegung der Zementfabrik wurde die Strecke 1953 stillgelegt und abgebaut. 
Heute sind von der ehemaligen Bahnstrecke keine Spuren mehr sichtbar. Entlang der Moldau verläuft heute eine vierspurige Hauptstraße. Das Areal der ehemaligen Zementfabrik wird heute von einer  Schwimmhalle („plavecký areál“) eingenommen. Die 1922 eingerichtete Straßenbahnstrecke bekam  Anfang der 1990er Jahre einen eigenen Gleiskörper unabhängig vom Individualverkehr.